# 真光寺 (渋川市)
眞光寺（しんこうじ）は、群馬県渋川市にある天台宗の寺院。

## 歴史
平安時代初期、慈覚大師円仁によって開山された。応永年間（1394年 - 1428年）、叡海法印が現在地に移転し中興した。戦国時代に寺運衰微したが、江戸時代初期に乗存が再建し、天台宗の関八州五か寺のひとつとなった。談義所（僧侶育成のための道場）が置かれ、多くの学僧が集い仏法を学んだ。また一般信徒の信仰の場にもなっており、様々な講が結成されていった。

## 文化財
- 木彫狛犬（群馬県指定重要文化財 昭和27年11月11日指定）[2]
- 眞光寺洪鐘（群馬県指定重要文化財 昭和27年11月11日指定）[2]
- 眞光寺の一石造地蔵菩薩像（渋川市指定重要文化財 昭和47年10月20日指定）[3]
- 眞光寺涅槃図（渋川市指定重要文化財 平成19年1月26日指定）[3]
- 真光寺万日堂（渋川市指定重要文化財 令和元年6月27日指定）[3]

## 交通アクセス
- 路線バス元町停留所より徒歩6分。